# Yucca Mountain
Yucca Mountain est une montagne située dans le comté de Nye au Nevada (États-Unis), parmi les montagnes arides du désert de Mohave, à environ 140 km de Las Vegas. Elle est composée de roches volcaniques (principalement de tuf) éjectées par un volcan aujourd'hui éteint. La montagne est connue pour le projet de stockage des déchets radioactifs en couche géologique profonde, un équipement du département de l'Énergie des États-Unis pour le combustible nucléaire usé et d'autres déchets radioactifs. Le projet d'enfouissement à Yucca Mountain est sujet à de nombreuses polémiques.

## Géologie
La montagne a été formée par des roches éjectées par un volcan aujourd'hui éteint. Elle est composée d'une succession de couches d'ignimbrite (tuf), localement faillées, dont selon les dernières études sous le site prévu par le DOE pour le dépôt.

## Histoire
La montagne est habituellement un lieu important de vie des Shoshones occidentaux et des Païutes du Sud, que ce soit pour les cérémonies religieuses, l'utilisation de ses ressources ou les événements sociaux qui y ont lieu. Les Shoshones encore vivants aujourd'hui continuent à considérer cette montagne comme sacrée.
Au sein de l'Empire espagnol, elle faisait partie de la province d'Alta California. En 1821, à la fin de la guerre d'indépendance du Mexique, elle reçoit le statut de territoire.
À la fin de la guerre américano-mexicaine en 1848, elle est cédée aux États-Unis et est intégrée au Territoire de l'Utah.

## Activités

### Centre de stockage de combustibles radioactifs
La position du gouvernement des États-Unis pour la gestion à long terme des combustibles irradiés industriels – qui renferment la plus grande partie du plutonium du pays – a été fixée par une loi de 1982 chargeant le département de l'Énergie des États-Unis de construire un centre de stockage final et de prendre la responsabilité des combustibles irradiés à compter de la fin du mois de janvier 1998. Le DOE prévoit alors une seule installation sur un site de près de 600 km2 situé à Yucca Mountain près du site d'expérimentation du DOE dans le Nevada. Le DOE n'ayant pas respecté l'échéancier fixé, les compagnies d'électricité et les agences d'État le menacent de poursuites afin de le forcer d'une part à prendre en charge la gestion des 38 000 tonnes de combustible irradié réparties sur plus de 70 sites de réacteurs et d'autre part à arrêter de réclamer aux compagnies d'électricité le versement annuel de 600 millions de dollars à un fonds créé pour financer le programme. Le DOE propose un dédommagement aux compagnies si elles ne portent pas plainte, mais en 1998, la cour fédérale tranche en faveur de la première compagnie qui a entamé une procédure.
En février 2000, le Sénat des États-Unis adopte une loi (à 64 voix contre 34) favorable à l'envoi à Yucca Mountain des stocks de combustibles irradiés alors entreposés sur le site des réacteurs nucléaires dès 2007, si le site obtient les autorisations techniques et administratives nécessaires.
Actuellement, les déchets américains sont stockés sur 131 sites provisoires dans 39 États.
Alors que le DOE prévoyait que la future installation du Nevada ouvre ses portes en 2012, certaines études géologiques doivent être refaites et l'agence de protection de l'environnement des États-Unis exige des évaluations de relâchement de radioactivité sur un million d'années, contre 10 000 ans auparavant. Il est prévu plus d'espace entre les conteneurs, ce qui nécessitera de creuser plus de galeries. En février 2006, le secrétariat à l'Énergie reconnaît que le budget initial prévu (60 milliards de dollars) serait probablement insuffisant.
En mai 2007, une nouvelle carte géologique est présentée au DOE, montrant que la faille Bow Ridge, qui traverse la chaîne de Yucca Mountain, se trouve en réalité bien plus à l’est, précisément sous l’endroit destiné à recevoir les matériaux radioactifs, ce qui rend le site vulnérable.
En mai 2009, le projet initial de Yucca Mountain est suspendu, en raison des garanties géologiques jugées insuffisantes.
En 2010, une commission composée de 15 experts, présidée par le sociologue Eugène Rosa (professeur à l'université de Washington) est chargée faire d'autres propositions. En attendant, un consortium de 8 électriciens loue 332 ha dans une réserve indienne de l'Utah (pour 25 ans), pour y stocker provisoirement les fûts radioactifs qu'ils ne veulent plus conserver à proximité des réacteurs, tout en rappelant au gouvernement fédéral qu'il est de sa responsabilité de trouver un site de stockage.
En 2017, l'administration du président Donald Trump relance le dossier Yucca Mountain en publiant un rapport sur le sujet qui s'apparente à un plan d'action, et une loi relançant le projet est adoptée à une forte majorité à la Chambre des représentants.

### Architecture
Les galeries ont été creusées par un tunnelier.

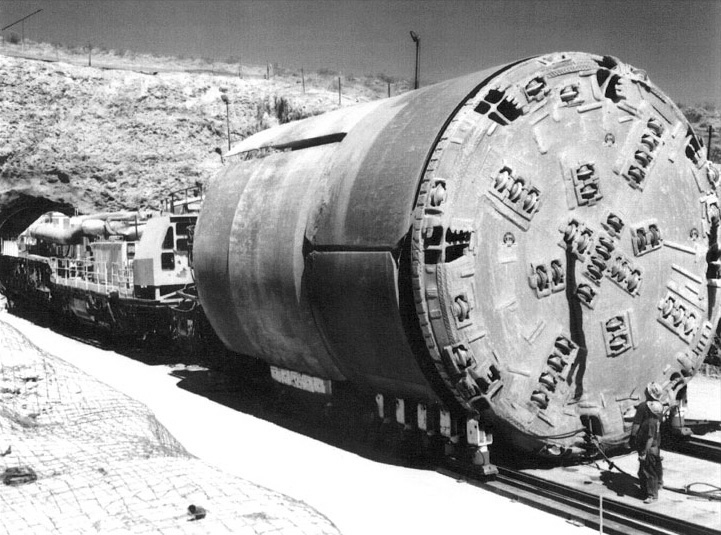
Tunnelier de Yucca Mountain
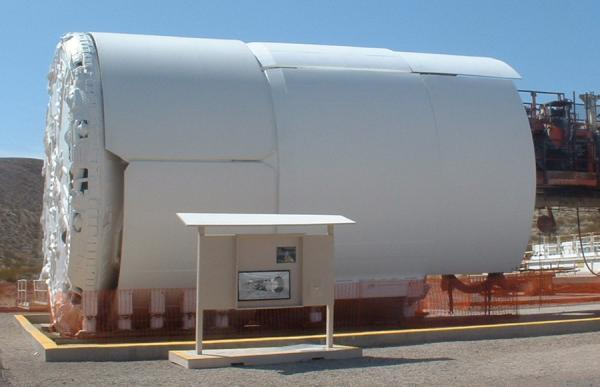
Tunnelier de Yucca Mountain
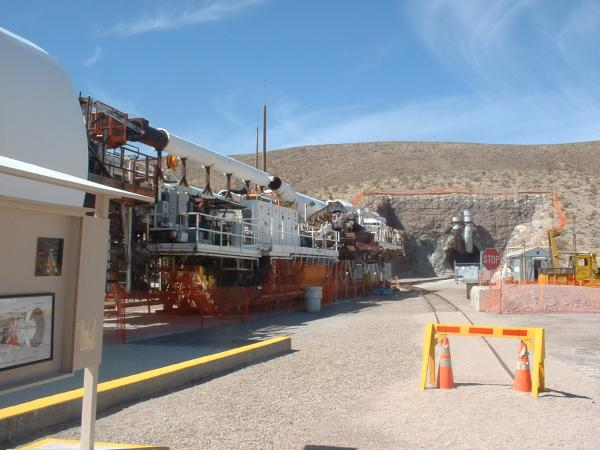
Train suiveur du tunnelier au portail sud

### Éléments économiques
Les principaux responsables politiques du Nevada, qu'ils soient républicains ou démocrates, étaient opposés à la création de ce dépôt de déchets nucléaires. Ils craignent qu'il ne fasse fuir les touristes de Las Vegas, l'une des premières destinations touristiques américaines, et que cela ne ralentisse le développement de la capitale américaine du jeu, qui se place en tête de toutes les villes américaines pour la croissance urbaine. De nombreux groupes locaux se sont opposés au projet, dont les Indiens Shoshone. Les associations écologistes antinucléaires sont contre ce projet car elles estiment qu'il faut cesser la production de déchets radioactifs, ne pas les enfouir et laisser les déchets déjà produits sur les sites où ils se trouvent pour éviter un transport inutile et dangereux.